# تلمبة دو محمد خان (مشيز بردسير)
تلمبة دو محمد خان (بالإنجليزية: Tolombeh-ye Do Mohammad Khan)‏ هي مستوطنة تقع في إيران في كرمان.